# Mama Pasca
Mama Paska o Male Paska cuyo nombre real es Paska Antich, fue un personaje gitano ficticio de la telenovela chilena de TVN Romané encarnado por la actriz Luz Jiménez. 

## Personaje
Es la adivina del clan gitano, respetada por todos, su arte para ver la suerte y el tarot es inigualable. Paska es la hermana menor del rey del pueblo gitano, Melquíades Antich (interpretado por Héctor Noguera), que lucha contra el dolor y abandono de su único hijo Branco (interpretado por Juan Falcón), quien se fue a la capital santiaguina por un amor no correspondido. Pues esta situación le recuerda su gran pena, la pérdida de su querido hermano mayor Spiro Antich (interpretado por Luis Alarcón), quien abandonó el pueblo por el mismo motivo cuando era solo una niña.
El regreso de su hijo Branco a Mejillones, le causará una gran esperanza de sanar su corazón, sin embargo, lo que no se espera es que su hijo nuevamente se enamorará de una chilena y esto causará en Paska un profundo dolor del cual le costará enfrentar. Para eso, tendrá el apoyo de Santa Sara –virgen gitana– y de su sobrina Jovanka Antich (interpretada por Claudia Di Girólamo), quien la aconsejara y será su gran aliento. 
En Mejillones, se le relaciona con sus amigas de la tribu gitana como Vinka (Alessandra Guerzoni), Zaida (Roxana Campos), Milenka (Blanca Lewin) y Jovanka (Claudia Di Girólamo). Además, de ser la querida hermana de Melquíades (Héctor Noguera) y madre de Branco (Juan Falcón).